# Voiron
Voiron je mesto in občina v vzhodnem francoskem departmaju Isère regije Rona-Alpe. Leta 2009 je mesto imelo 20.206 prebivalcev.

## Geografija
Kraj leži v pokrajini Daufineji ob reki Morge, 24 km severozahodno od Grenobla.

## Uprava
Voiron je sedež istoimenskega kantona, v katerega so poleg njegove vključene še občine La Buisse, Chirens, Coublevie, Pommiers-la-Placette, Saint-Aupre, Saint-Étienne-de-Crossey, Saint-Julien-de-Raz, Saint-Nicolas-de-Macherin in Voreppe z 42.223 prebivalci.
Kanton Voiron je sestavni del okrožja Grenoble.

## Zanimivosti
- neogotska cerkev sv. Bruna iz 19. stoletja,
- cerkev sv. Petra iz 9. stoletja,
- stolp La tour Barral iz 13. stoletja, del nekdanjega obrambnega sistema pod Savojci,
- mestni park,
- Roselière de Teissonnière, naravno območje ekološkega, rastlinskega in živalskega pomena za občino.

## Pobratena mesta
- Bassano del Grappa (Benečija, Italija),
- Droitwich Spa (Anglija, Združeno kraljestvo),
- Okrožje Herford (Severno Porenje - Vestfalija, Nemčija),
- Šibenik (Šibensko-kninska županija, Hrvaška).